# Душанбе (аэропорт)
Международный аэропорт «Душанбе» (тадж. Фурудгоҳи байналмилалии «Душанбе») — международный аэропорт на юго-востоке города Душанбе — столицы Таджикистана. Является крупнейшим и наиболее загруженным аэропортом Таджикистана, а также одним из четырёх международных аэропортов данной страны.
Годовой пассажиропоток душанбинского аэропорта по итогам 2017 года составил 1 миллион 305 тысяч человек. Находится на шестом месте среди наиболее загруженных аэропортов стран Средней Азии, а также на 40-м месте среди наиболее загруженных аэропортов всего постсоветского пространства по итогам 2017 года.
Первая аэростанция и аэродром были построены в Душанбе в 1924 году, в районе, где на сегодняшний день расположены здания республиканского Дома печати и телевидения «Сафина». В ноябре 1929 года был открыт аэропорт «Сталинабад» (название города Душанбе в 1929—1961 годах), который начал осуществлять полеты в соседние города, такие как Ташкент и Алма-Ата. Чуть позже были налажены рейсы в Москву и в другие города СССР. В 1964 году был открыт нынешний аэропорт Душанбе. В последующие годы аэропорт расширялся и обновлялся.
Во время гражданской войны в Таджикистане после распада СССР в 1992—1997 годах, душанбинский аэропорт пришёл в упадок, но принимал редкие рейсы. Лишь после завершения войны аэропорт стал постепенно реконструироваться и обновляться. В сентябре 2014 года был открыт новый двухэтажный современный терминал, построенный французской компанией Vinci. Площадь здания терминала составляет 11 тысяч квадратных метров, и он способен обслуживать до 500 пассажиров в час.
17 октября 2012 года Душанбинский аэропорт впервые принял крупнейший в мире авиалайнер "АН-225 МРИЯ". Самолет приземлился в аэропорту столицы Таджикистана с ценным грузом на борту - гидроагрегатом для Нурекской ГЭС, изготовленным в городе Харькове.

## Авиакомпании и направления на 2018 год
В списке приведены лишь регулярные рейсы. Не указаны чартерные, сезонные и грузовые рейсы.

## Происшествия

### Авиакатастрофы воздушных судов, вылетевших из аэропорта Душанбе
- 16 февраля 1942 года самолёт Р-5 (бортовой номер Л-3316), следовавший из Сталинабада в Хорог (на борту находились пилот Княжниченко В.В. и шесть пассажиров, из них двое детей) около 15 ч. местного времени в урочище Калаи-Вамар на высоте около 4000 м в сложных метеоусловиях (низкая облачность, туман) произвёл вынужденную посадку. Самолёт был разрушен (остались целыми лишь фюзеляж и левая верхняя плоскость). Пилот и пассажиры остались живы, получив лёгкие травмы. 28 февраля пилот и трое пассажиров-мужчин ушли искать жильё и помощь (один из них в процессе перехода сорвался в ущелье и погиб), оставив в самолёте пассажирку Гурееву с двумя детьми. За несколько дней трое мужчин дошли до кишлака Матраун, где их подобрали местные жители и переправили в Хорог. В кишлаке никто из троих не вспомнил о Гуреевой с детьми. Гуреева была обнаружена поисковой экспедицией лишь в начале мая (дети к тому моменту умерли от голода). Было возбуждено уголовное дело  по факту оставления женщины с детьми в безвыходной ситуации. Трое мужчин получили разные сроки наказания (пилот был направлен на фронт в штрафной батальон). [3]
- 7 сентября 1966 года самолёт Душанбинского объединённого авиаотряда Таджикского УГА Ан-2 (бортовой номер СССР-79816), перевозивший геологов и огнеопасный груз (бензин, ацетон) по маршруту Душанбе — Мургаб — Базардар, потерпел катастрофу при попытке вынужденной посадки в горной местности в 60 км западнее села Мургаб. Погибли все 6 человек, находившиеся на борту. Причинами катастрофы явились пожар самолета в воздухе из-за воспламенения случайно пролитого ацетона и нарушение правил перевозки опасных грузов.  [4]
- 28 марта 1969 года самолёт Душанбинского объединённого авиаотряда Таджикского УГА Ан-2 (бортовой номер СССР-98316), выполнявший рейс Ш-84 Душанбе – Комсомолабад – Тавиль-Дара – Калай-Хумб, потерпел катастрофу в 9 км юго-юго-западнее села Сагирдашт. На борту самолёта находилось 11 человек. 8 взрослых пассажиров, 1 ребенок, проверяющий пилот и второй пилот погибли. Командир воздушного судна и 1 ребенок были тяжело ранены, но выжили и были обнаружены спасателями 2 апреля. Причиной катастрофы явилось нарушение экипажем минимума погоды и правил полётов, что привело к попаданию самолета в облака на высоте ниже безопасной и последующему его столкновению со склоном горы.  [5]
- 24 февраля 1973 года самолёт Душанбинского объединённого авиаотряда Таджикского УГА Ил-18В (бортовой номер СССР-75712), выполнявший рейс № 630 Душанбе - Ленинабад - Москва, потерпел катастрофу в 38 км северо-западнее аэропорта Ленинабад. Погибли все 79 человек, находившиеся на борту (8 членов экипажа, 65 взрослых пассажиров, 5 детей и сопровождающий сотрудник МВД). Навигационные ошибки экипажа привели к дальнейшим его ошибочным действиям, выразившимся в переводе самолета в глубокий левый крен со снижением, потерей высоты и разгоном по скорости. Катастрофа произошла в результате увеличения скоростного напора и перегрузки, что привело к разрушению самолёта в воздухе. [6]
- 8 марта 2008 года вертолёт Ми-8МТВ-1 (бортовой номер EY-25169) авиакомпании «Tajik Air», следовавший из Душанбе в Хорог, при посадке на подобранную площадку в горах на высоте 3920 м в 13,5 км от аэропорта Хорог задел склон горы и потерпел катастрофу. На борту вертолёта находилось 3 члена экипажа и 12 пассажиров-горнолыжников. Командир экипажа погиб, 2 члена экипажа и 2 пассажира получили ранения. [7]

### Авиакатастрофы воздушных судов, следовавших в аэропорт Душанбе
- 12 июня 1980 года самолёт Курган-Тюбинского авиапредприятия Таджикского РПО ГА Як-40 (бортовой номер CCCP-87689), выполнявший рейс Ш-88 Ленинабад – Душанбе, потерпел катастрофу в 44 км северо-западнее аэропорта Душанбе (столкнулся с земной поверхностью, разрушился и частично сгорел). Все находившиеся на борту 29 человек погибли (4 члена экипажа, 23 взрослых пассажира и 2 ребенка). Причиной катастрофы стала навигационная ошибка экипажа при обходе грозовых очагов при полёте в облаках в горной местности (высота 2840 м над уровнем моря) в условиях болтанки, обледенения и электризации, а также недостаточный контроль за самолётом со стороны авиадиспетчеров. [8]
- 28 августа 1993 года самолёт авиакомпании «Точикистон» Як-40 (бортовой номер EY-87995) при взлёте из аэропорта Хорог (для следования в Душанбе) потерпел катастрофу. Боевики, контролировавшие Хорог и окрестности (в Таджикистане шла гражданская война), угрожая экипажу автоматическим оружием, посадили в самолет 81 пассажира, хотя компоновка этого Як-40 была рассчитана на перевозку 28 пассажиров. Из-за превышения максимального взлётного веса на 3000 кг самолёт не смог оторваться от ВПП, выкатился за её пределы на большой скорости, в 148 м от торца ВПП левой опорой шасси ударился о бруствер арыка, а затем столкнулся с валуном высотой 60 см. Еще через 60 м правой опорой шасси Як-40 ударился об бетонный дот высотой 60 см. Затем самолет упал в реку Пяндж и разрушился. В катастрофе погибли экипаж и 77 пассажиров. [9]